# Пальма, Эмилио
Эмилио Маркос Пальма (исп. Emilio Marcos Palma, р. 7 января 1978) — аргентинский гражданин, первый человек, родившийся на континенте Антарктида. Эмилио при рождении весил 7 фунтов и 8 унций (3,4 кг), родился в Фортин Сархенто Кабраль на станции Эсперанса вблизи вершины Антарктического полуострова. Его отец, капитан Хорхе Эмилио Пальма, был главой аргентинского отряда армии на станции. К настоящему времени в Антарктике родились ещё 10 человек, однако место, где родился Пальма, остаётся наиболее южным.

## Биография
В конце 1977 года, на седьмом месяце беременности, Мария Сильвия де Пальма, мать Эмилио, была доставлена на станцию Эсперанса, чтобы там родить. Воздушный мост был частью аргентинских мер по решению спора о суверенитете над так называемой аргентинской Антарктикой. Эмилио автоматически получил аргентинское гражданство, так как его родители были аргентинскими гражданами и он родился на территории аргентинской Антарктики.
Эмилио мог бы также претендовать на британское подданство, поскольку расположение станции подпадает под территорию заявленной Британской антарктической территории, но ни он сам, ни его родители подобных запросов не подавали.
Он занесён в Книгу рекордов Гиннесса как первый человек в истории, который родился на континенте Антарктида. Кроме того, Сольвейг Гунбьёрг Якобсен из Норвегии, родившаяся на территории острова Южная Георгия в 1913 году, иногда также называется в качестве первого ребёнка, родившегося в Антарктике, однако эта территория считается частью Антарктики лишь в некоторых случаях.